# Lisandro Fernández (baloncestista)
Lisandro Fernández (Cañada de Gomez, Santa Fe 19 de enero de 1998) es un baloncestista argentino que se desempeña como escolta en Deportivo Viedma de La Liga Argentina.

## Trayectoria

### San Lorenzo
En el año 2015 Fernández se convirtió en jugador de San Lorenzo de cara a la Liga Nacional de Básquet. El joven santafesino será una de las fichas juveniles que tendrá el elenco capitalino para la temporada 2015/16, en lo que representaría un salto importancia en su carrera. En el año 2017 formó parte del plantel que realizaría la pretemporada de cara a disputar la temporada 2017/18 y la Liga de las Américas 2018, siendo que terminó ganando la LDA 2018. El 30 de abril del mismo año al vencer a Hispano Americano se aseguró, restando partidos por disputar, terminar la temporada regular en la primera ubicación de cara a los playoff.

### Clubes
| Club                     | País      | Año             |
| ------------------------ | --------- | --------------- |
| Sport Club Cañadense     | Argentina | 2013 - 2015     |
| San Lorenzo              | Argentina | 2015 - 2018     |
| Salta Basket             | Argentina | 2018 - 2019     |
| Racing de Chivilcoy      | Argentina | 2019 - 2020     |
| San Lorenzo              | Argentina | 2020            |
| Villa San Martín         | Argentina | 2021            |
| CAO Ceres                | Argentina | 2021 - 2022     |
| Ciclista Juninense       | Argentina | 2022 - 2023     |
| Quilmes de Mar del Plata | Argentina | 2023 - 2024     |
| Félix Pérez Cardozo      | Paraguay  | 2024            |
| Zárate Basket            | Argentina | 2025            |
| Deportivo Viedma         | Argentina | 2025 - Presente |

## Selección nacional
Fernández fue miembro de los seleccionados juveniles de baloncesto de Argentina, llegando a actuar en el Campeonato Sudamericano de Baloncesto Sub-17 de 2015, y en el Torneo Albert Schweitzer y el Campeonato FIBA Américas Sub-18 de 2016.

## Palmarés

### Campeonatos nacionales
- Actualizado hasta el 20 de abril de 2018.

| Título                   | Club        | País      | Año         |
| ------------------------ | ----------- | --------- | ----------- |
| Liga Nacional de Básquet | San Lorenzo | Argentina | 2015 - 2016 |
| Liga Nacional de Básquet | San Lorenzo | Argentina | 2016 - 2017 |
| Liga de las Américas     | San Lorenzo | Argentina | 2018        |